# Diocesi di Dioclezianopoli di Tebaide
La diocesi di Dioclezianopoli di Tebaide (in latino Dioecesis Diocletianopolitana in Thebaide) è una sede soppressa e sede titolare della Chiesa cattolica.

## Storia
Dioclezianopoli di Tebaide, identificabile con Qus nell'odierno Egitto, è un'antica sede episcopale della provincia romana della Tebaide Seconda nella diocesi civile d'Egitto. Faceva parte del patriarcato di Alessandria ed era suffraganea dell'arcidiocesi di Tolemaide.
Di questa diocesi, ignota all'Oriens christianus di Michel Le Quien,, sono noti 4 vescovi, elencati da Worp nella sua cronotassi. Tra questi Elia, che prese parte al concilio di Costantinopoli del 553.
Dal 1933 Dioclezianopoli di Tebaide è annoverata tra le sedi vescovili titolari della Chiesa cattolica; la sede finora non è mai stata assegnata.

## Cronotassi dei vescovi
- Pafnuzio † (IV/V secolo)
- Elia † (menzionato nel 553)
- Pisrael † (menzionato nel 600 circa)
- Paolo † (menzionato nel 600 circa)